# Andrzej Buncol
Andrzej Bernard Buncol más conocido como Andrzej Buncol (Gliwice, Polonia, 21 de septiembre de 1959). Es un exfutbolista internacional, polaco, ex seleccionado de su país, que se desempeñó como mediocampista y que militó en diversos clubes de Polonia y Alemania. 

## Selección nacional
Ha sido internacional con la Selección de fútbol de Polonia; donde jugó 51 partidos internacionales y anotó 6 goles por dicho seleccionado. Participó con su selección, en 2 Copas Mundiales. La primera en la edición de España 1982, donde su selección obtuvo el tercer lugar y donde Buncol a sus 22 años hizo un gran mundial disputando los 7 partidos como titular junto a jugadores de la talla de Boniek, Lato, Smolarek o Władysław Żmuda. Anotó un gol a Perú en primera fase. 
Su segundo mundial fue en México 1986, donde su selección quedó eliminada en octavos de final, a manos de su similar de Brasil en Guadalajara.

### Participaciones en Copas del Mundo
| Mundial                        | Sede   | Resultado        | Partidos | Goles |
| ------------------------------ | ------ | ---------------- | -------- | ----- |
| Copa Mundial de Fútbol de 1982 | España | Tercer lugar     | 7        | 1     |
| Copa Mundial de Fútbol de 1986 | México | Octavos de final | 2        | 0     |

## Clubes
| Club               | País     | Año         |
| ------------------ | -------- | ----------- |
| Piast Gliwice      | Polonia  | 1977 - 1979 |
| Ruch Chorzów       | Polonia  | 1979 - 1981 |
| Legia Varsovia     | Polonia  | 1981 - 1986 |
| FC Homburg         | Alemania | 1986 - 1987 |
| Bayer Leverkusen   | Alemania | 1987 - 1992 |
| Fortuna Düsseldorf | Alemania | 1992 - 1997 |